# Заподові
Заподові (Zapodinae) — підродина ссавців з надряду гризунів родини стрибакові (Dipodidae).

## Родовий склад
Підродина включає три роди:
- Eozapus (1 вид),
- Napaeozapus (1 вид),
- Zapus — запода (3 види) — типовий рід підродини.